# Trzynaście kolonii
Trzynaście kolonii (ang. Thirteen Colonies) – trzynaście brytyjskich kolonii w Ameryce Północnej, które w 1775 zbuntowały się przeciwko królowi Jerzemu III Hanowerskiemu.

## Podział kolonii na regiony
- Nowa Anglia:[2]
  - Prowincja New Hampshire, późniejszy stan New Hampshire
  - Prowincja Massachusetts Bay, późniejsze stany Massachusetts i Maine
  - Kolonia Rhode Island i Plantacje Providence, późniejszy stan Rhode Island
  - Kolonia Connecticut, późniejszy stan Connecticut

- Kolonie Środkowe:[3]
  - Prowincja Nowy Jork, późniejsze stany Nowy Jork i Vermont
  - Prowincja New Jersey, późniejszy stan New Jersey
  - Prowincja Pensylwanii, późniejszy stan Pensylwania
  - Kolonia Delaware'u (przed 1776 rokiem Hrabstwa Dolnego Delaware'u), późniejszy stan Delaware

- Kolonie Południowe:[4]
  - Prowincja Maryland, późniejszy stan Maryland
  - Kolonia Wirginia, późniejsze stany Wirginia, Kentucky i Wirginia Zachodnia
  - Prowincja Karoliny Północnej, późniejsze stany Karolina Północna i Tennessee
  - Prowincja Karoliny Południowej, późniejszy stan Karolina Południowa
  - Prowincja Georgii, późniejszy stan Georgia